# Terra Alta (vino)
Terra Alta es una denominación de origen española situada en el oeste de la provincia de Tarragona, entre el río Ebro y el límite con Aragón.
La DOP Terra Alta obtuvo su registro ante la Unión Europea el 13 de junio de 1986. También cuenta con registro ante la Organización Mundial de la Propiedad Intelectual desde 22 de junio de 2021.

## Geografía

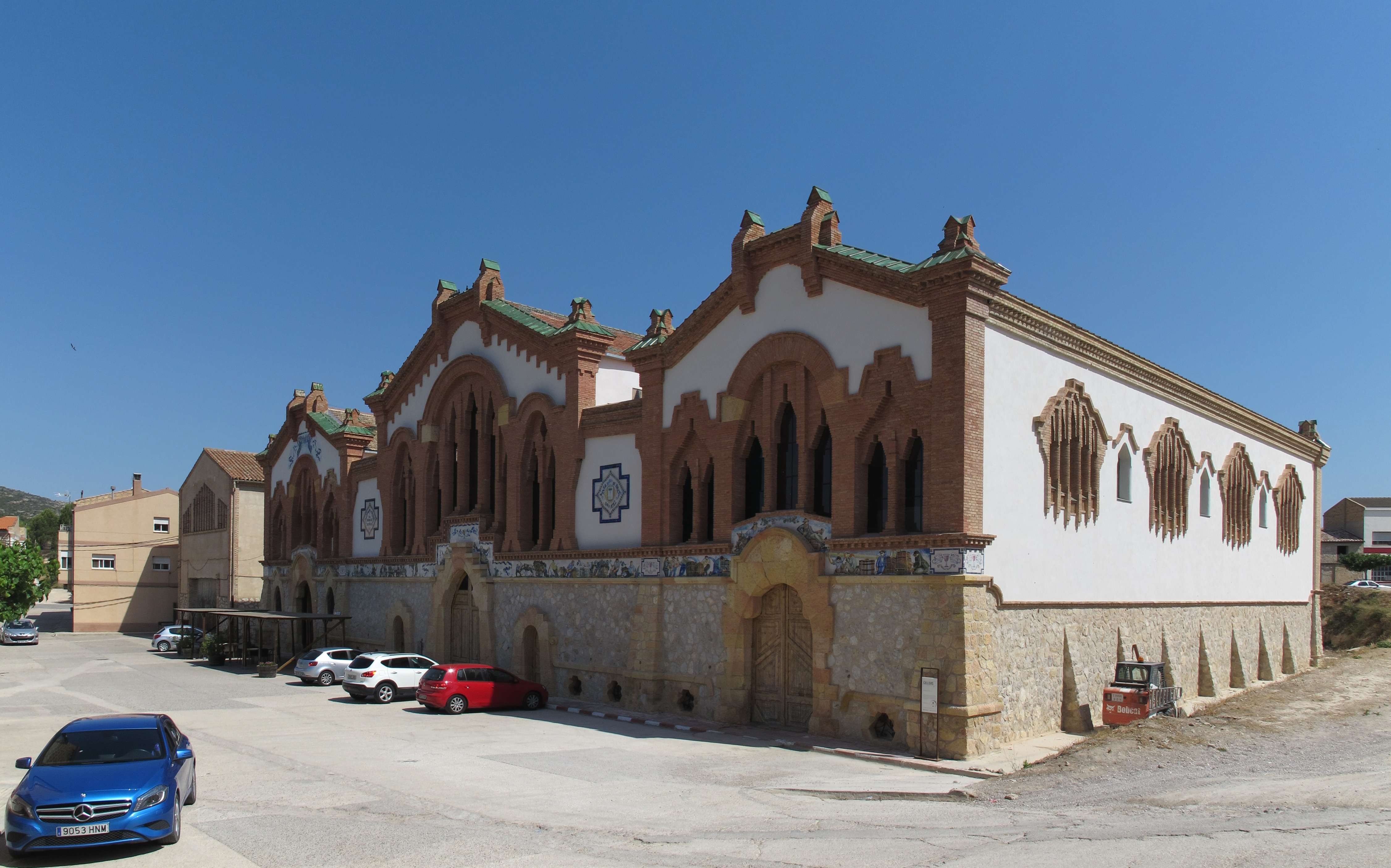
Bodega cooperativa en Pinell de Bray, obra de Cèsar Martinell.

En esta comarca la vid se planta en terrazas naturales. Goza de clima mediterráneo, pero con fuerte influencia continental, con oscilaciones térmicas entre los 6 °C bajo cero y los 38 °C. La pluviosidad es escasa, 350 mm anuales, por lo que se suele podar la vid muy corta, para que tenga un porte rastrero que aproveche la humedad del terreno.

## Vinos

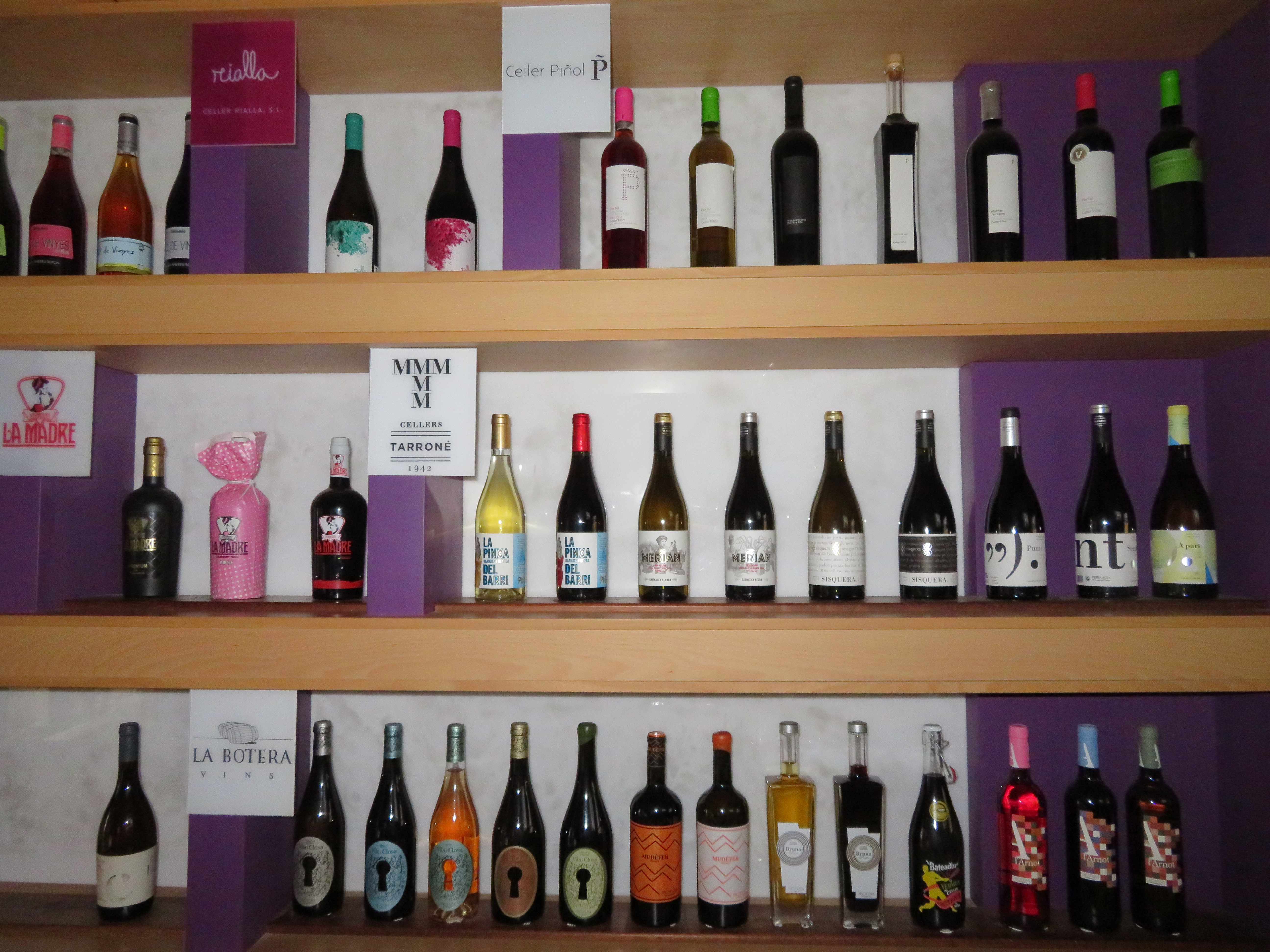
Vinos de la Terra Alta

Predomina la producción de vino blanco, elaborado con garnacha blanca y macabeo. Son potentes, recios, de gran cuerpo y alta graduación, especialmente los conocidos tradicionalmente como vinos brisados, que se vinifican como si fueran vinos tintos. Para los rosados y tintos se usa la cariñena, la garnacha tinta y la peluda. Hay también producción de vino dulce y mistela.

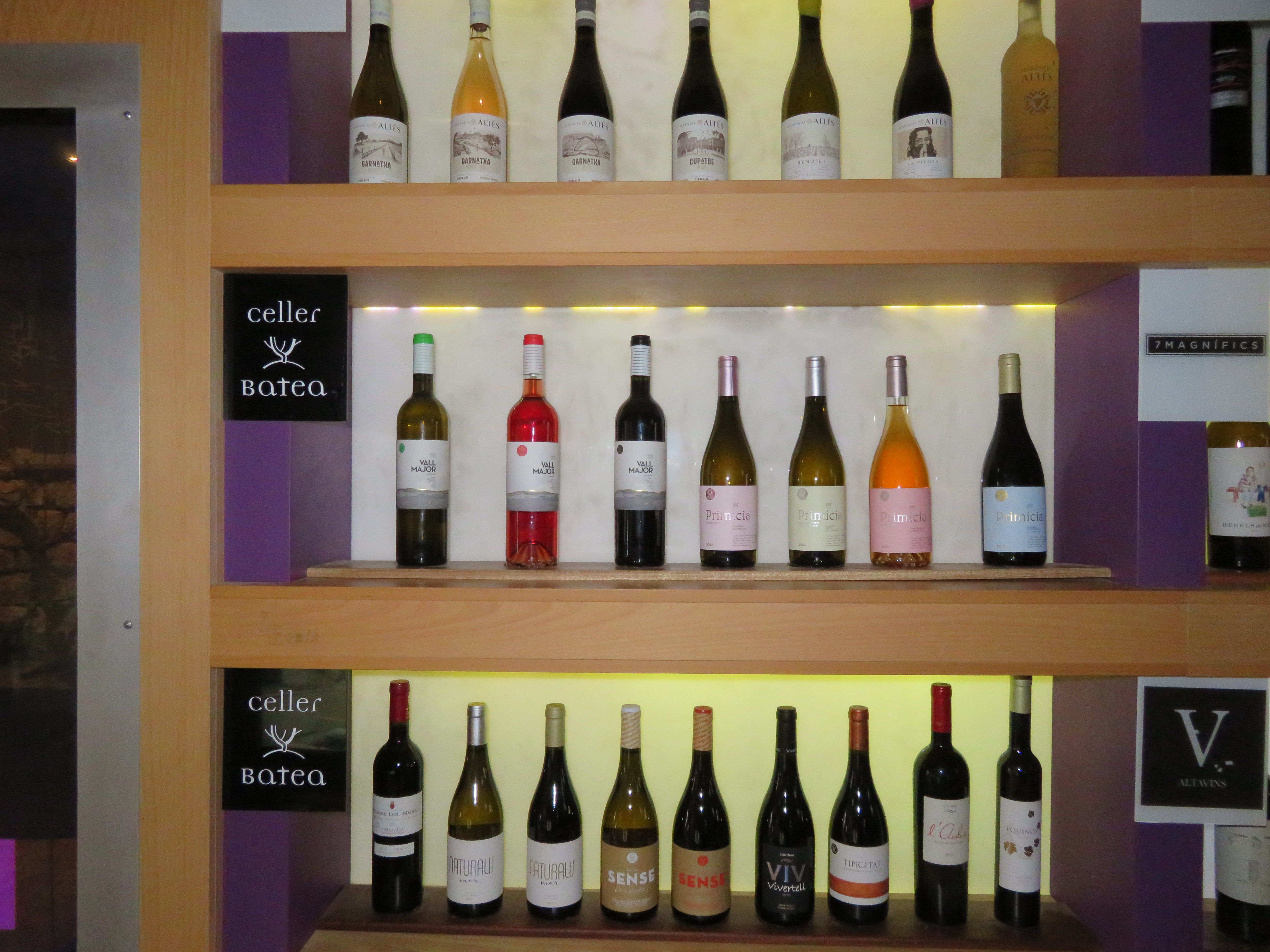
Vinos de la Terra Alta